# Iolanda de Dampierre
Iolanda de Dampierre, também conhecida como Iolanda de Flandres (em francês:  Yolande; Castelo de Alluyes, 15 de setembro de 1326 — Castelo de la Motte-aux-Bois, 12 de dezembro de 1395) foi suo jure senhora de Nogent-le-Rotrou, Cassel, Dunquerque, Warneton, Bourbourg, Bergues, Gravelines, Nieppe, Bornem e Alluyes, Authon, La Bazoche, Brou e Montmirail, e La Puisaye. Foi regente do Condado de Bar em nome de seu filho, Eduardo II de Bar.

## Família
Iolanda foi a filha mais velha de Roberto de Cassel, conde de Marle, e de Joana da Bretanha. Seus avós paternos eram Roberto III da Flandres e Iolanda da Borgonha, suo jure condessa de Nevers. Seus avós maternos eram Artur II, Duque da Bretanha e Iolanda de Dreux.
Ela teve um irmão, João, senhor de Cassel.

## Biografia
Em Avinhão, na data de 14 de março de 1335, com uma dispensa papal, Iolanda ficou noiva de seu primeiro de primeiro grau, Luís de Mâle, filho do conde Luís I de Flandres. Porém, eles não se casaram.
Alguns anos depois, ela casou-se com o conde Henrique IV de Bar, em 24 de junho de 1339 ou em 1340, em Roma. Ele era filho do conde Eduardo I de Bar e de Maria da Borgonha. Eles tiveram dois filhos.
Após a morte de Henrique em 7 ou em 24 de dezembro de 1344, Iolanda passou a governar o condado de Bar como regente durante a menoridade do filho mais velho, Eduardo II de Bar, até 27 de julho de 1357, quando ele foi declarado maior de idade. Seu filho lhe deu o Senhorio de La Puisaye, em Eure-et-Loir. 

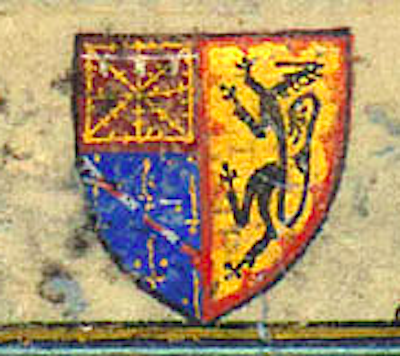
Brasão conjunto de Iolanda e Filipe.

Em 1353, Iolanda casou-se com Filipe, Conde de Longueville, filho da rainha Joana II de Navarra e de Filipe III de Navarra. Com o segundo marido não teve nenhum filho.
Em 1363, ela sucedeu a sua mãe, Joana, como senhora de  Nogent-le-Rotrou. Também em 1363, seu segundo marido faleceu, a deixando viúva pela segunda e última vez.
Iolanda morreu no Castelo de la Motte-aux-Bois, em 12 de dezembro de 1395, aos 69 anos de idade. Foi enterrada na Igreja Colegiada de Saint-Maxe, em Bar-le-Duc.

## Descendência
De seu primeiro casamento:
- Eduardo II de Bar (m. 2 de maio/9 de junho de 1352), sucessor do pai. Não se casou e nem teve descendência;
- Roberto I de Bar (8 de setembro de 1344 - 2 de abril de 1411), sucessor do irmão. Foi marido da princesa Maria de França, filha do rei João II de França, com quem teve onze filhos.